# Finchley
Finchley ist ein Stadtteil von London. Er gehört zum Stadtbezirk London Borough of Barnet und liegt etwa elf Kilometer nördlich von Charing Cross auf einer Anhöhe. Finchley war früher eine Gemeinde (Parish) im County Middlesex, wurde 1933 zur Municipal Borough erhoben und ist seit 1965 Teil von Greater London. Am Rand von Greater London gelegen ist Finchley ein Wohnviertel mit dem Charakter eines Vorortes mit drei Ortszentren.

## Geschichte
| 1881              | 11.191        |
| 1891              | 16.647        |
| 1901              | 22.126        |
| 1911              | 39.419        |
| 1921              | 46.716        |
| 1931              | 58.964        |
| 1941              | keine Zählung |
| 1951              | 69.991        |
| 1961              | 69.370        |
| Quelle: UK Census |               |

Finchley bedeutet wahrscheinlich „Finch’s clearing“ oder „finches’ clearing“ im Spätangelsächsischen; der Name wurde erstmals im frühen 13. Jahrhundert erwähnt. Die Gegend war im 11. Jahrhundert im Besitz des Bischofs von London.
Im frühen Mittelalter war die Gegend dünn besiedelt und großenteils bewaldet. Während des 12. und 13. Jahrhunderts ließen sich erste Bauern nieder, sodass im 15. und 16. die Wälder im Ostteil der Parish verschwanden und das Gebiet dann Finchley Common genannt wurde. Die mittelalterliche Great North Road galt bis ins 19. Jahrhundert im Bereich des Commons als gefährlich, weil dort Wegelagerer (Highwaymen) auf der Lauer lagen.

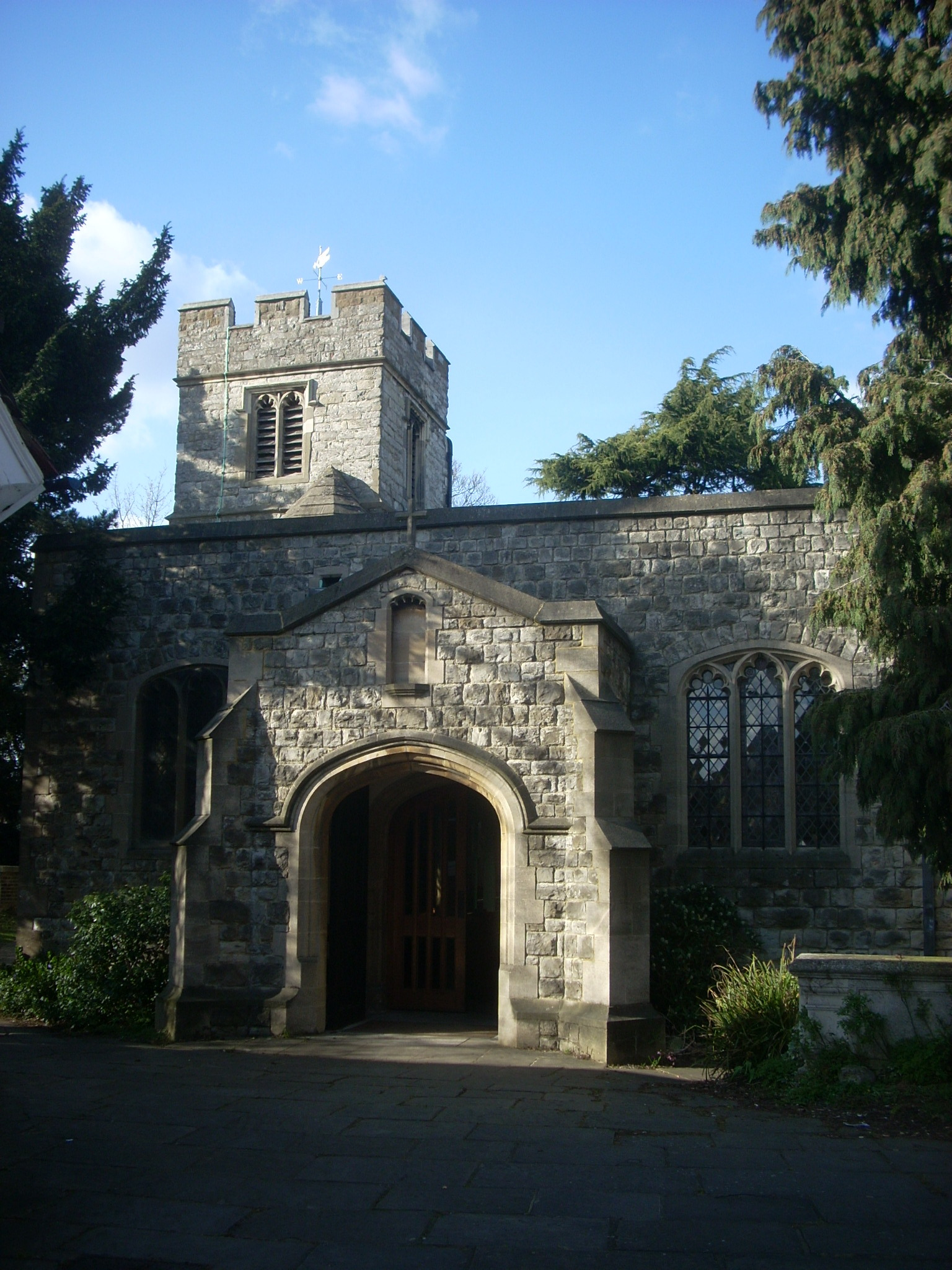
St Mary’s Church

Die Pfarrkirche (St. Maria) wurde erstmals in den 1270ern erwähnt. Die Siedlung Church End entstand um diese Kirche.
Der Bahnhof von Finchley an der Edgware, Highgate and London Railway (später Great Northern Railway) wurde 1867 in Betrieb genommen. Die Abzweigung von Finchley nach High Barnet wurde 1872 eröffnet. 1905 wurde eine Straßenbahn eingerichtet und bald bis Barnet ausgedehnt. Später wurden die Straßenbahnen durch Trolleybusse ersetzt.
1933 wurde der Northern-Heights-Plan (als Teil des New Works Programme, 1935–1940) angekündigt. Die Strecke wurde elektrifiziert und in das U-Bahn-Netz integriert, außerdem sollte ein neuer Verbindungstunnel errichtet werden. Die East-Finchley-Station wurde abgebrochen und neu errichtet; das Projekt wurde vom Zweiten Weltkrieg aufgehalten. Zwischen 1939 und 1940/41 war der Bahnverkehr eingestellt, danach wurde die Bahn wieder in Betrieb genommen, da die Armee große Kasernen in der Gegend errichtet hatte.
Nach dem Krieg wurde mit der Einführung des Metropolitan Green Belt (städtischer grüner Gürtel) der Northern-Hights-Plan aufgegeben.

## Verwaltung und Politik
Um 1547 hatte Finchley eine Parish-Versammlung, die 1878 in einen Local Board umgewandelt wurde.
1895 wurde Finchley mit allen anderen Local Boards in einen urban district council umgewandelt und 1933 zu einem Municipal Borough erhoben. Seit 1965 ist Finchley ein Stadtteil des London Borough of Barnet.
Von 1959 bis 1992 wurde Finchley im Unterhaus von Margaret Thatcher vertreten. Finchley gehört jetzt zum Wahlkreis (constituency) Finchley and Golders Green.
Im Februar 2010 hielt die Green Party of England and Wales ihre Parteiversammlung in North Finchley ab.

## Geographische Lage und Gliederung

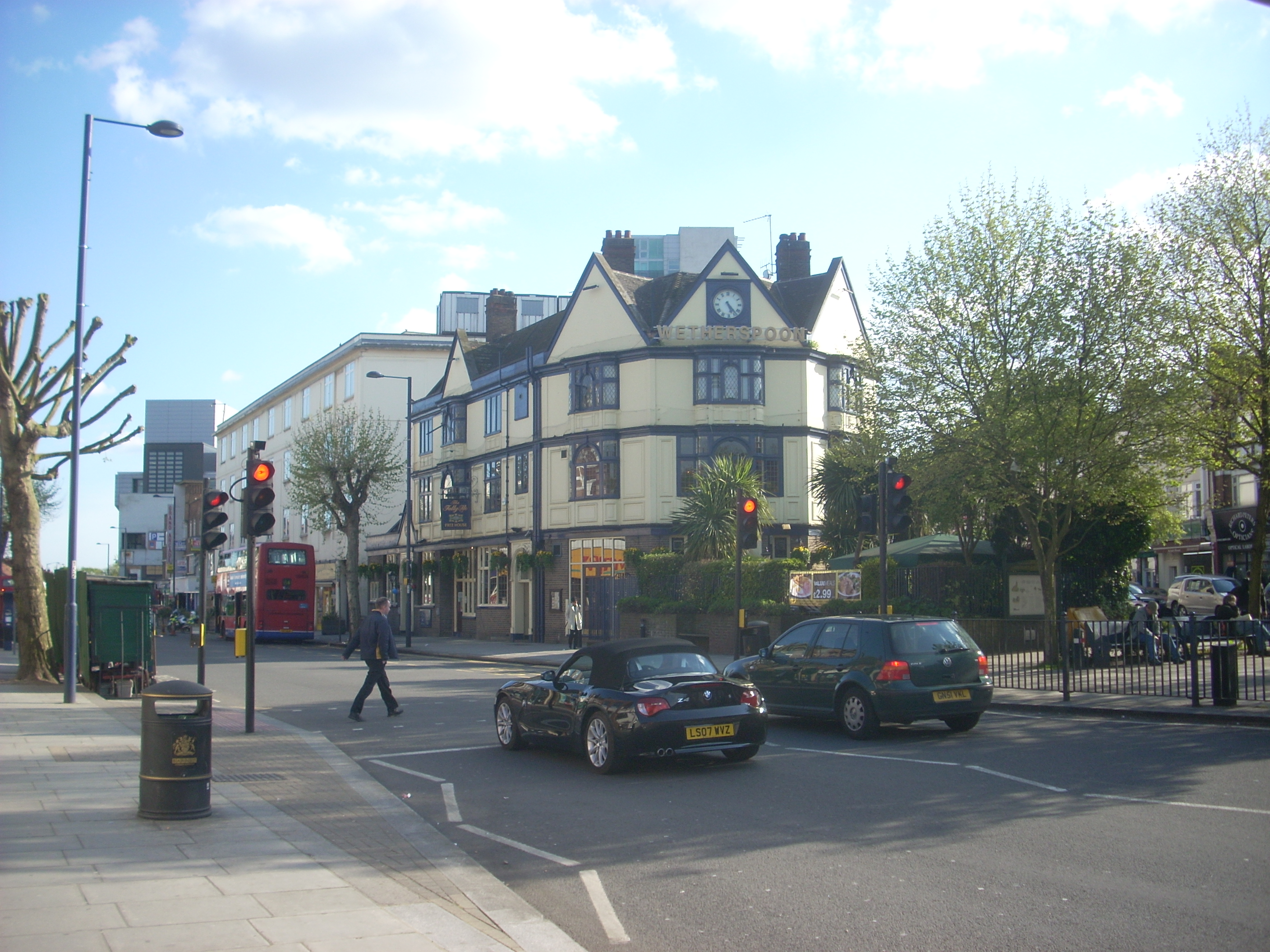
Tally Ho Corner

Finchley liegt auf einer  etwa 90 m hohen Anhöhe, 11 km nördlich von Charing Cross und etwa 6 km südlich von Barnet. Im Westen bilden der Dollis Brook und sein Tal die Stadtteilgrenze, während der Mutton Brook die südliche Grenze bildet. 
Finchley besteht geologisch aus drei Schichten. Ein Gutteil von Finchley liegt auf Geschiebelehm, der von einer Kiesschicht umgeben ist, auch die darunter liegende Schicht von London-Lehm kommt vor.
An den Ecken dieses grob dreieckigen Grundrisses entstanden drei Weiler, die sich zu drei Orten entwickelten:
- Church End, oft auch Finchley Central genannt (besonders seit der U-Bahnhof so genannt wurde);
- East Finchley (Ostfinchley) im Osten und
- North Finchley (Nordfinchley), das Gebiet um die Tally-Ho Corner im Westen der Northern Line.

Die West Finchley genannten Wohnviertel liegen in der Umgebung der entsprechenden Ubahnstation, das Gleiche gilt für den Woodside Park.
Das Gebiet von London, das Finchley Road genannt wird und um die gleichnamige Finchley Road (London Underground) liegt, gehört nicht zu Finchley, sondern zu einem Handelsgebiet in Camden.
Benachbarte Gebiete sind im Westen Mill Hill, im Nordwesten Totteridge, im Norden Whetstone, im Nordosten Friern Barnet, im Osten Muswell Hill, im Südosten Highgate, im Süden Golders Green und im Südwesten Hendon.

## Denkmäler
- Pfarrkirche (St. Maria) aus dem 13. Jahrhundert
- East Finchley Cemetery mit Grabstätten zahlreicher Londoner Persönlichkeiten
- College Farm (Letzter Bauernhof in Finchley)
- Das Phoenix Cinema in East Finchley mit einer Art-déco-Fassade ist eines der ältesten Kinos im Vereinigten Königreich.
- Der Bogenschütze an der U-Bahn-Station East Finchley ist eine Statue von Eric Aumonier
- La Délivrance ist die Statue einer nackten Frau, die ein Schwert hält.

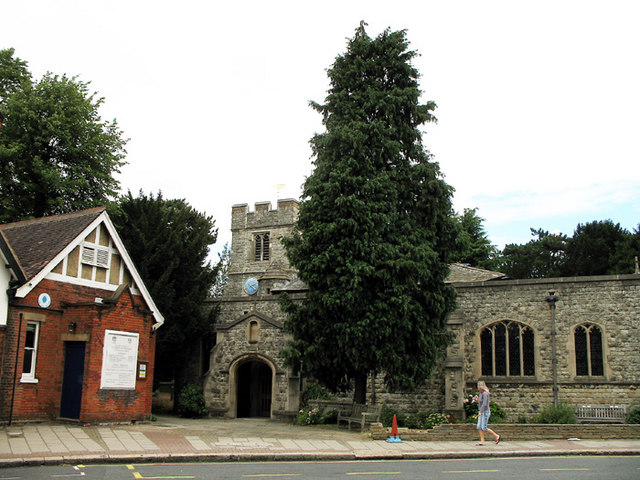
St-Mary-Kirche
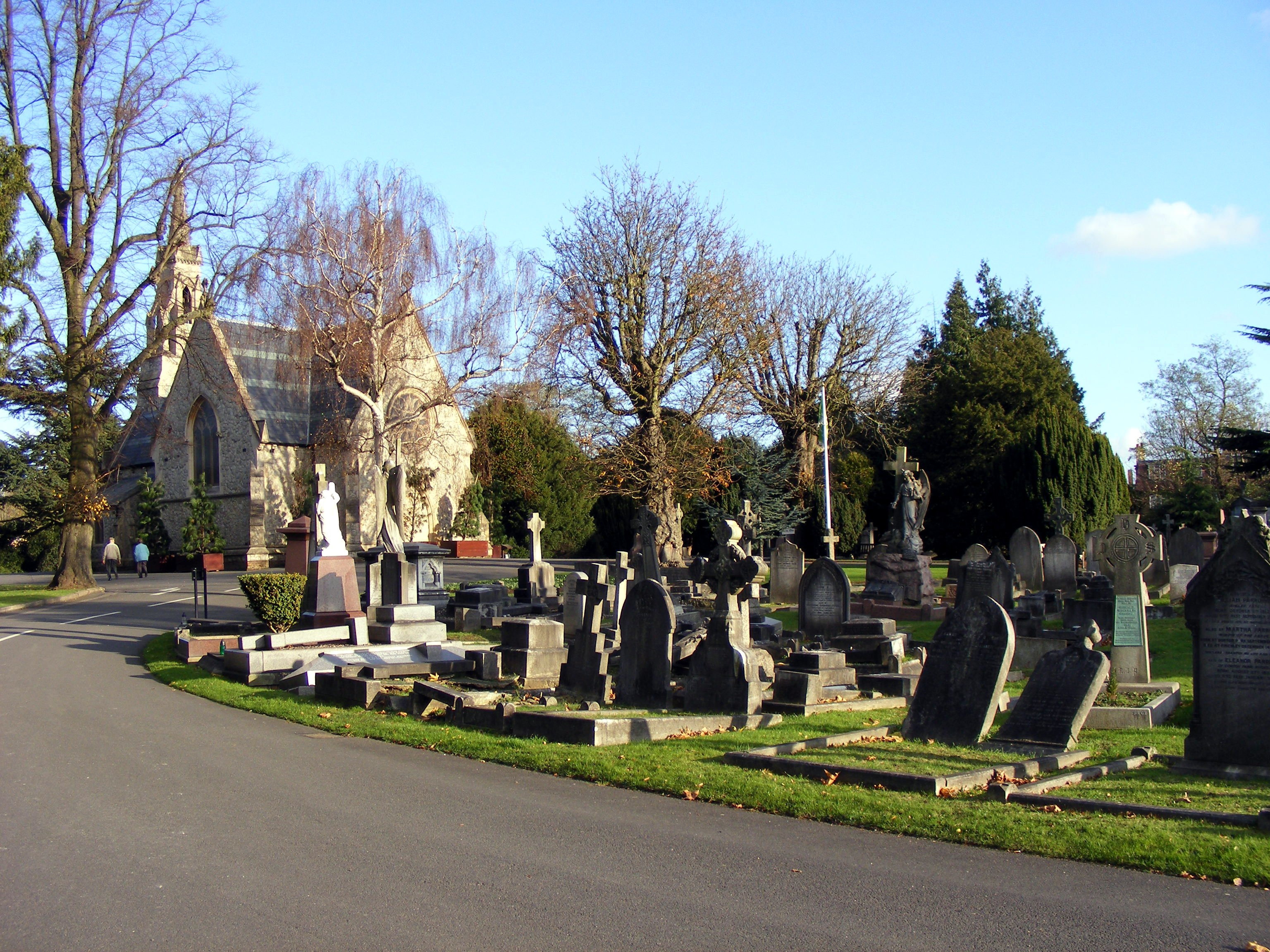
East Finchley Cemetery
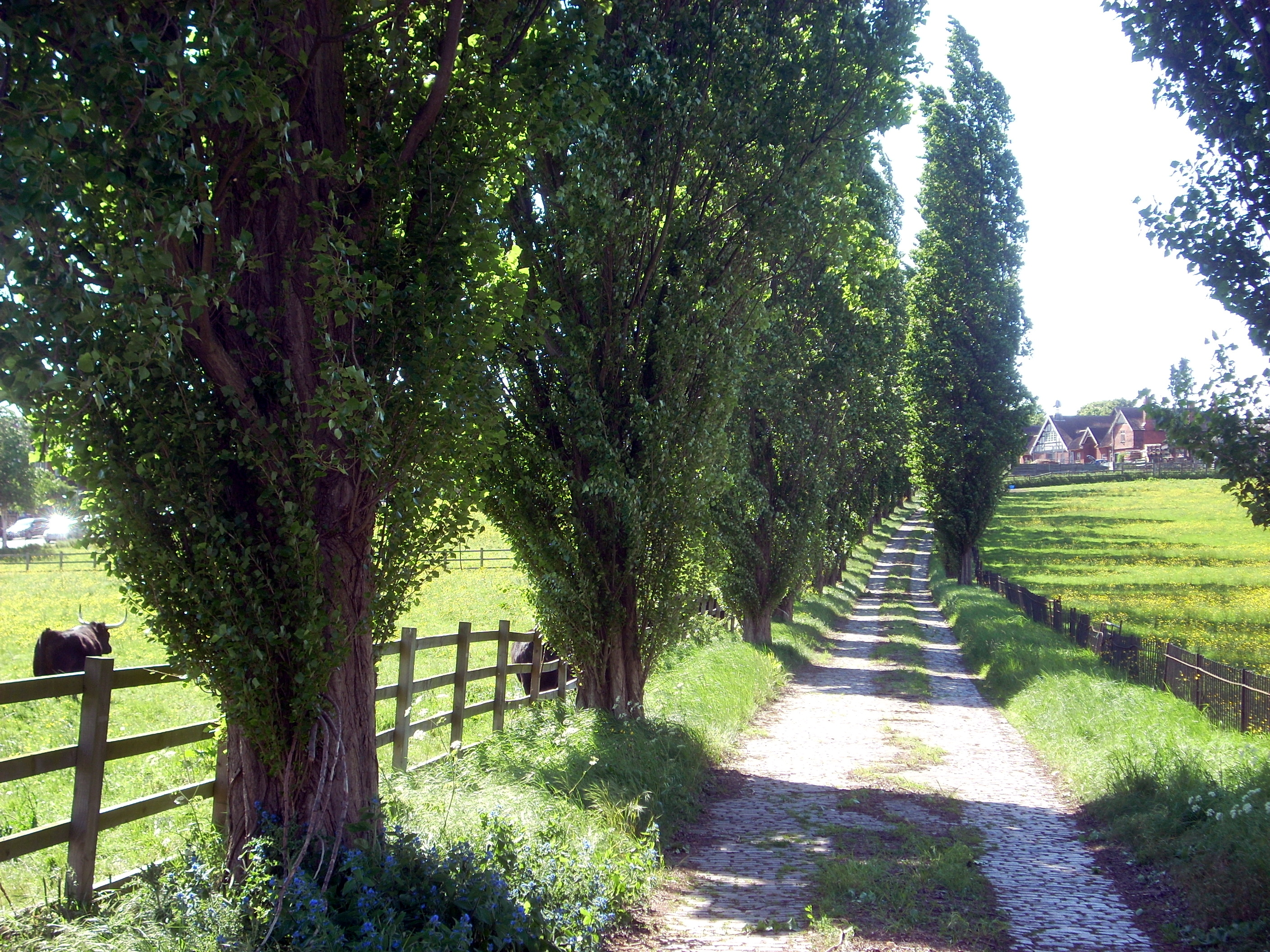
Weg zur College Farm
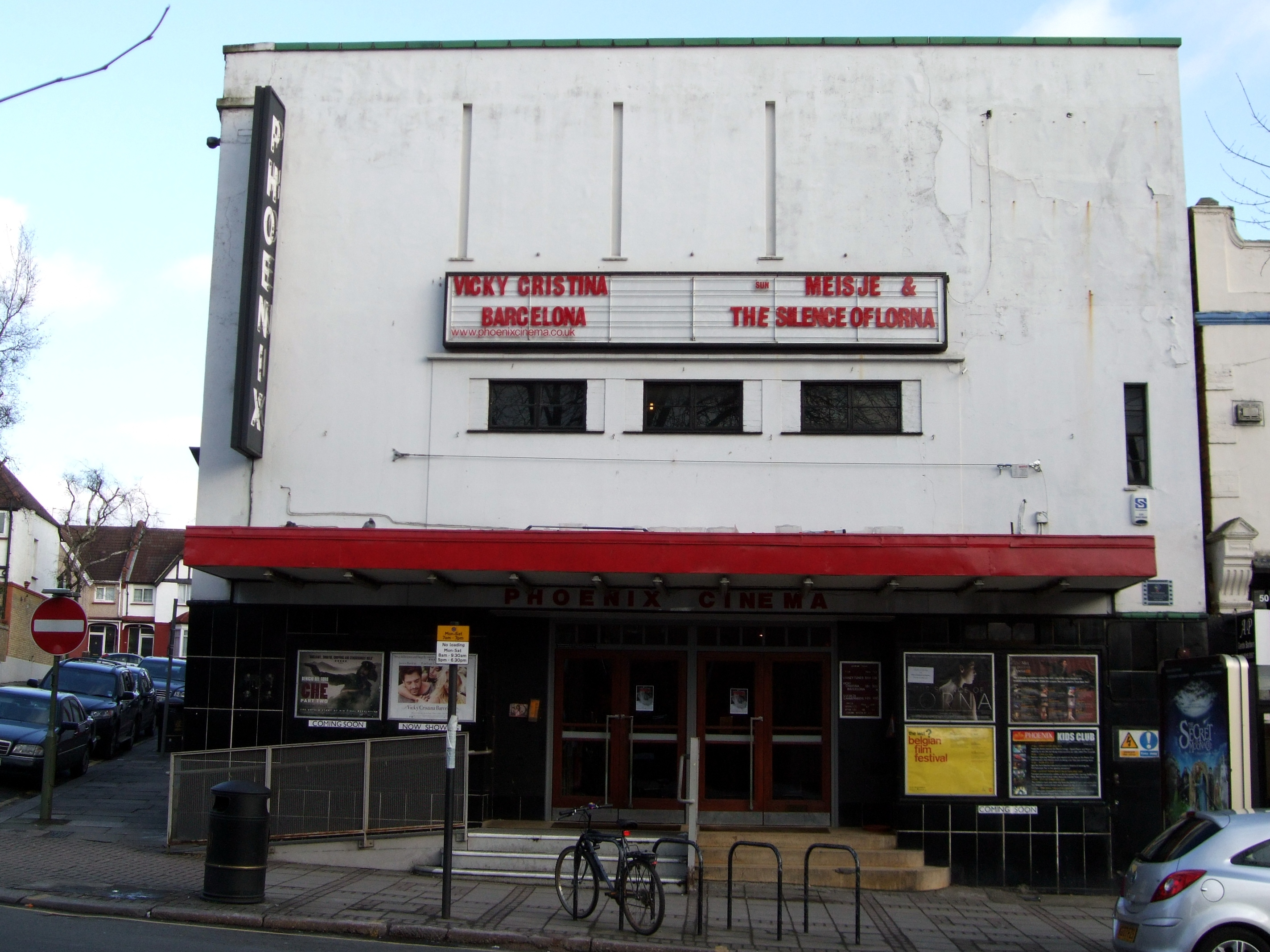
Phoenix
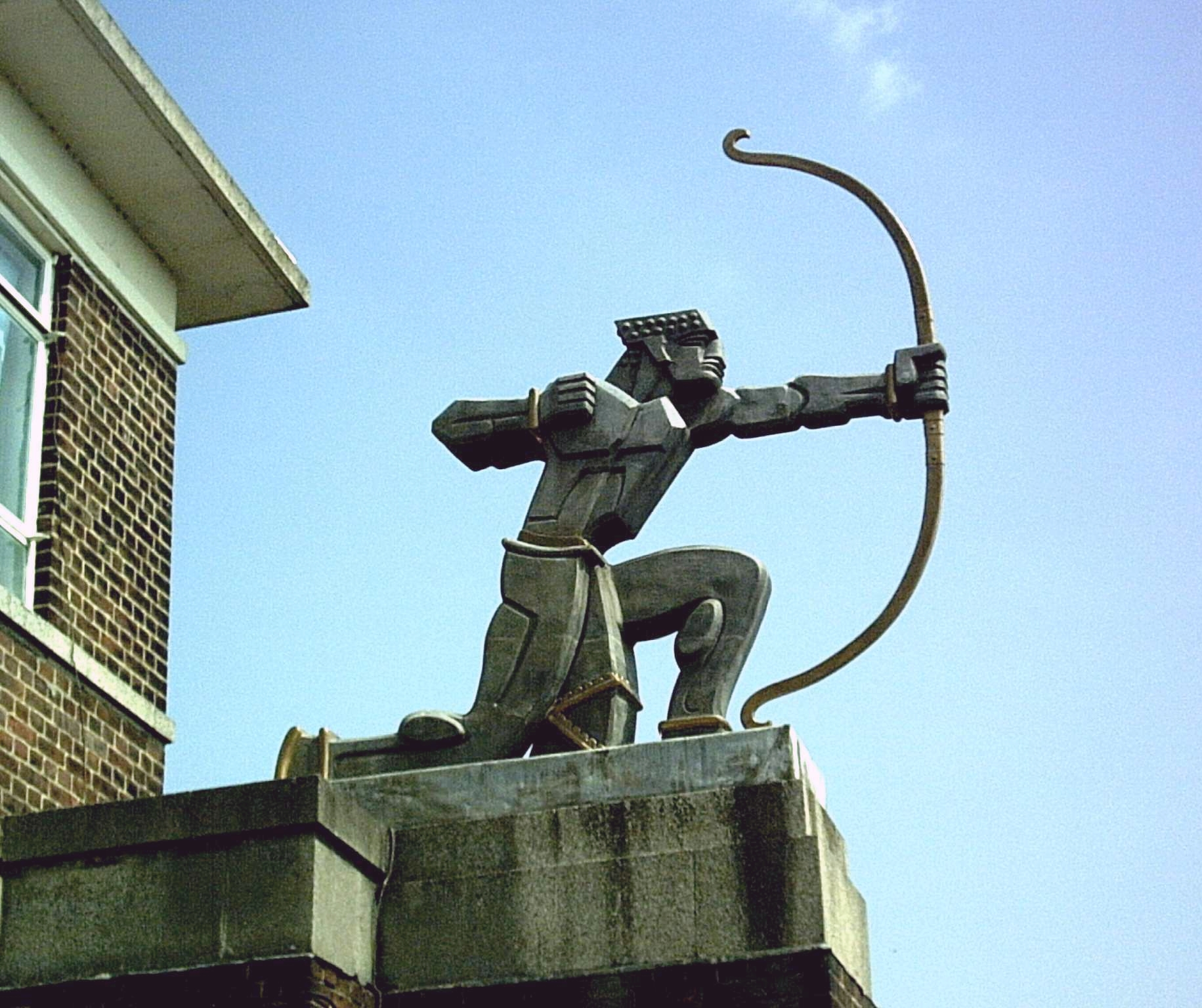
Bogenschütze an East Finchley (London Underground)
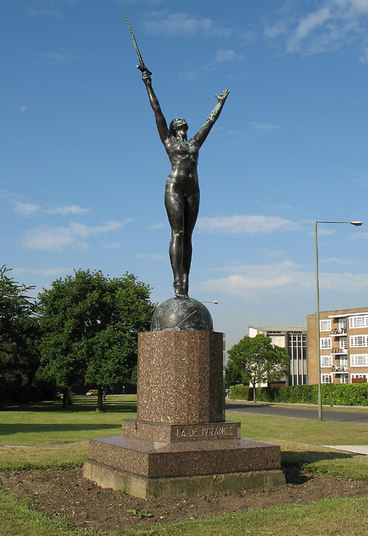
La Délivrance

## Verkehr

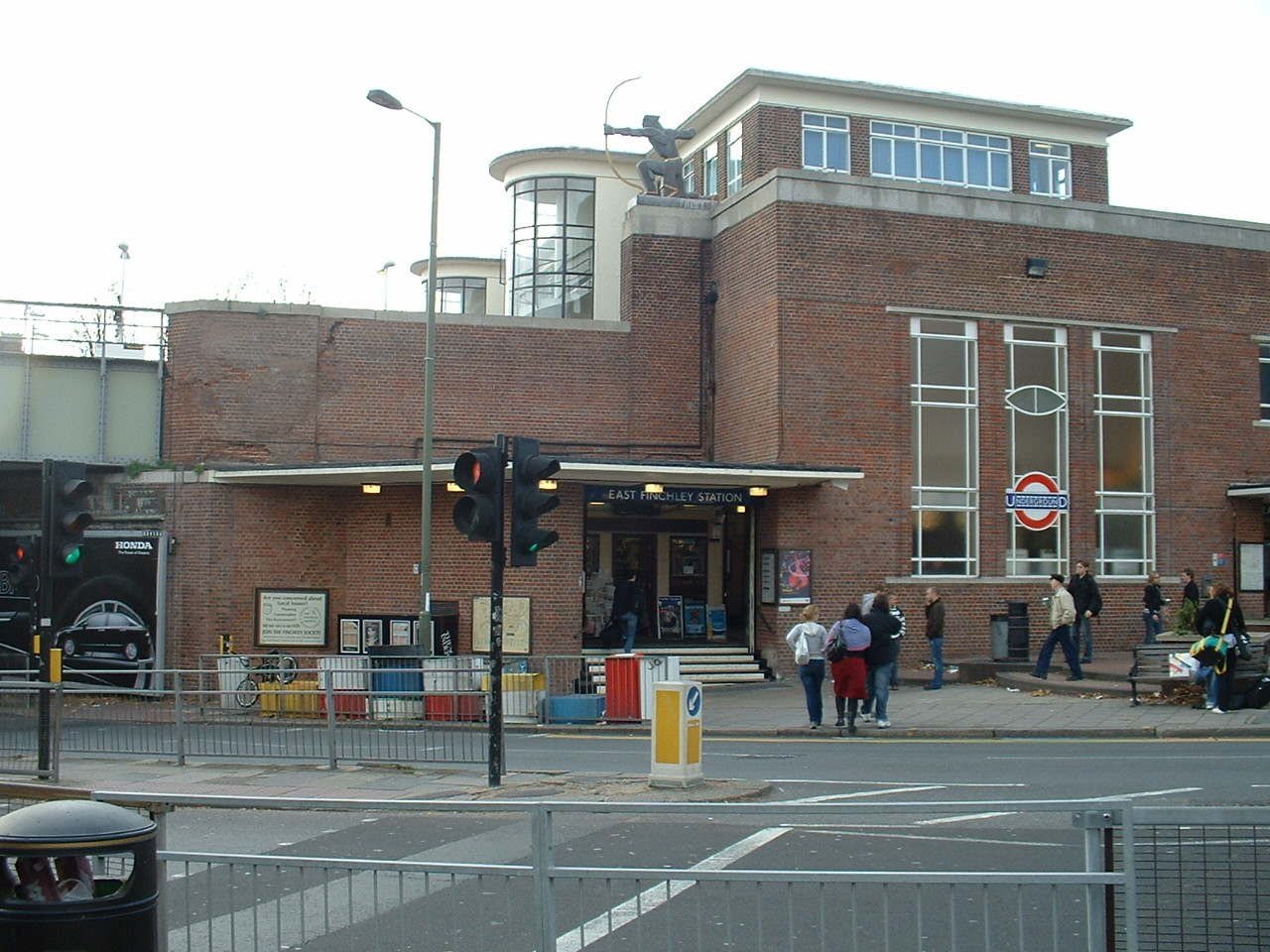
Bahnhof East Finchley

Transport for London betreibt in Finchley vier U-Bahn-Stationen, die alle an der High-Barnet-Strecke der Northern Line liegen:
- East Finchley in East Finchley (21 Minuten von Charing Cross)
- Finchley Central in Finchley-Church End (25 Minuten von Charing Cross)
- West Finchley in North Finchley (27 Minuten von Charing Cross)
- Woodside Park in North Finchley (29 Minuten von Charing Cross).

Zwei Stadtautobahnen, die nördliche Ringstraße (North Circular Road) und die A1 (E15), treffen sich bei Henly's Corner in der südlichen Ecke von Finchley.
In North Finchley, bei Tally Ho Corner, liegt ein Bus-Knotenpunkt mit neun Linien.

## Schulen

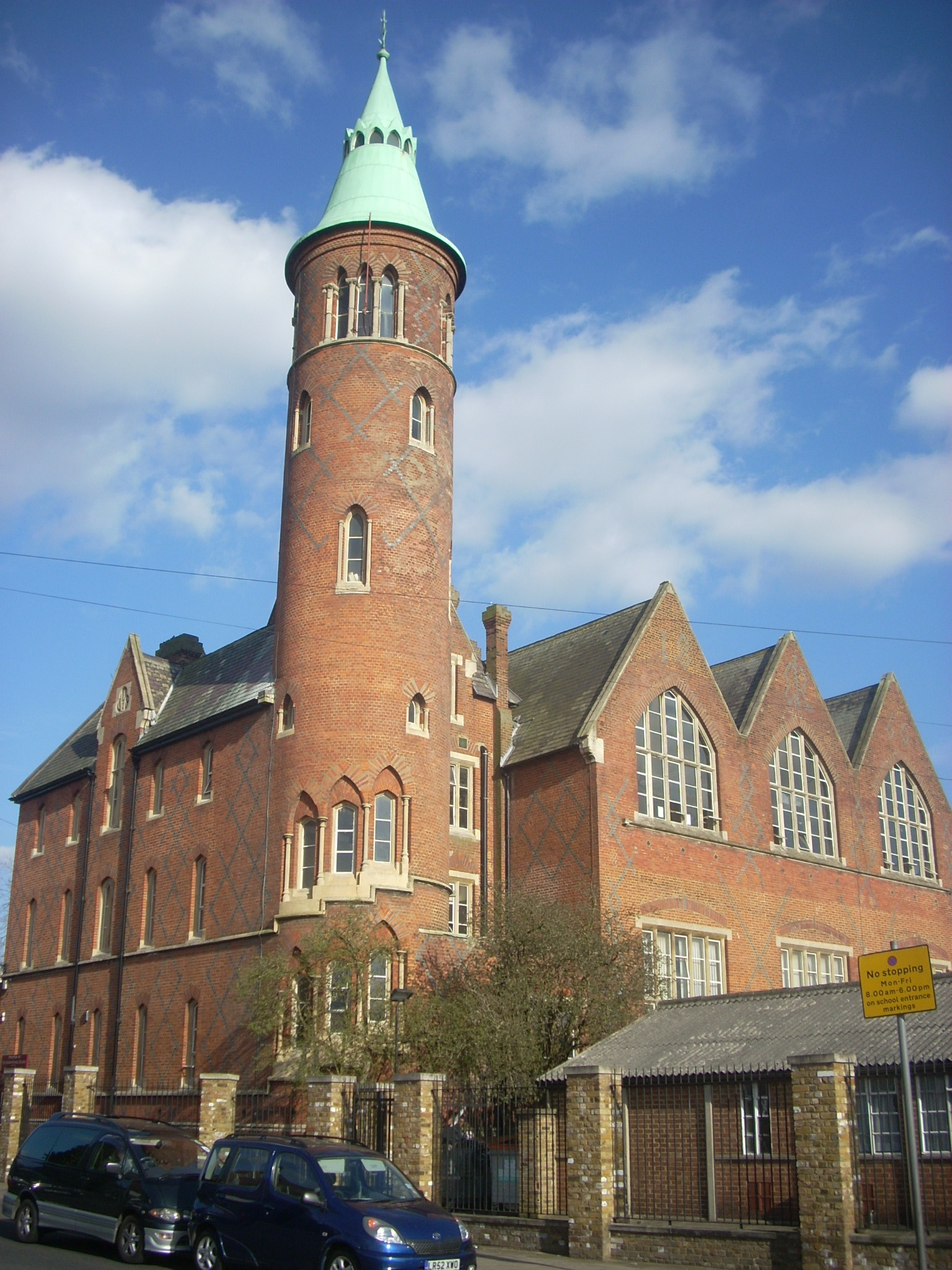
Das alte Christ’s College, jetzt eine weiterführende Schule

Im Stadtviertel gibt es 17 Primarschulen.
Weiter gibt es Sekundarschulen (Klassen 7 bis 11). Von diesen sind drei Schulen voluntary aided schools (anerkannte Privatschulen), alle von der Römisch-katholischen Kirche geführt: Bishop Douglass School, Finchley Catholic High School und St. Michael's Catholic Grammar School. Die zwei öffentlichen Schulen sind Christ's College Finchley und The Compton School. Die Wren Academy ist nach Sir Christopher Wren benannt und wird von der Church of England unterstützt.
Die Oak Lodge Special ist eine Sonderschule.
Woodhouse College in North Finchley steht auf dem Gelände der alten Woodhouse Grammar School und ist eines von zwei Sixth Form Colleges im Stadtbezirk.

## Sport
Die örtliche Fußballmannschaft Wingate & Finchley spielt in der Premier Division der Isthmian League. Sie wurde 1946 als jüdischer Club gegründet.
Weitere Mannschaften sind Finchley RFC (Rugby), Finchley Cricket Club (1832 gegründet).
Der Finchley golf (18 Loch) wurde von James Braid entworfen.

## Finchley in der Kultur

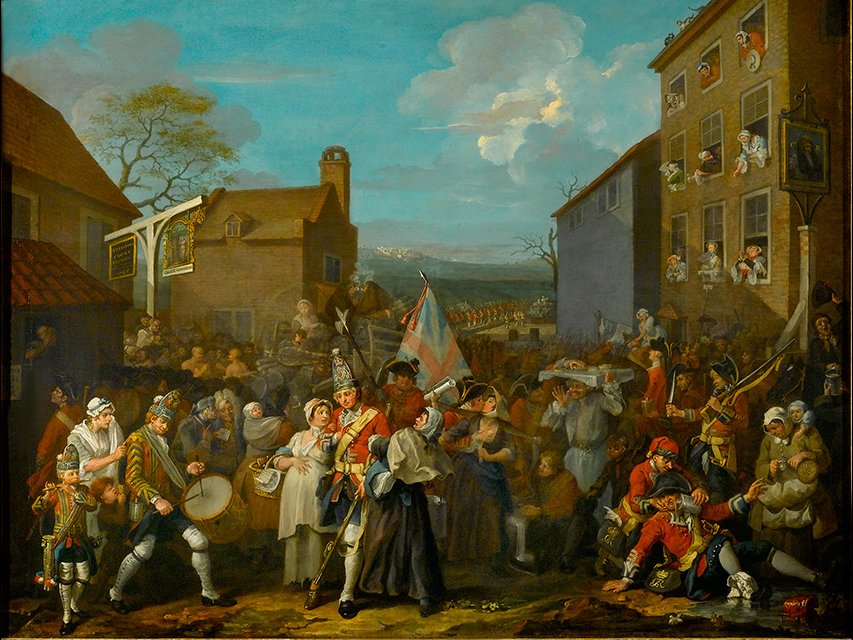
March of the Guards to Finchley

- William Hogarth malte 1750 ein satirisches Bild: March of the Guards to Finchley(Marsch der Wachmänner nach Finchley). Dort werden Soldaten dargestellt, die sich in der Tottenham Court Road versammeln, um nach Norden zu marschieren und die Hauptstadt gegen den Zweiten Jakobitenaufstand von 1745 zu verteidigen.
- In Der Raritätenladen (The Old Curiosity Shop) von Charles Dickens wohnt eine der Hauptpersonen: Mr. Garlan in „Abel Cottage, Finchley“.
- Im Film the Die Chroniken von Narnia: Der König von Narnia (2005), erklärt Susan Pevensie, dass sie und ihre geschwister aus Finchley stammen, obwohl sie in der Romanvorlage von C. S. Lewis aus London stammen. Im Film Die Chroniken von Narnia: Prinz Kaspian & Die Reise auf der Morgenröte, sagt Edmund „Well, I didn't exactly have a solid gold chess set in Finchley, did I?“
- Der Sketch Der tödlichste Witz der Welt von Monty Python’s Flying Circus spielt in Finchley.

## Mit Finchley verbundene Persönlichkeiten
- Sir William Shee (1804–1868), der erste katholische Richter Englands seit der Reformation[1]
- Charles Dickens (1812–1870) schrieb Martin Chuzzlewit in North Finchley.[21]
- Octavia Hill (1838–1912), Sozialreformerin, lebte in den Brownswell Cottages in East Finchley.[22][23]
- Tudor St George Tucker (1862–1906), Maler und Kunstlehrer
- Lilian Marguerite Medland (1880–1955), britisch-australische Krankenschwester und Vogelzeichnerin
- Dora Boothby (1881–1970), Silbermedaillengewinnern und Wimbledon-Siegerin im Tennis; geboren in Finchley
- John Parr (1898–1914), erster britischer Soldat, der im Ersten Weltkrieg getötet wurde; geboren in Finchley
- Harry Beck (1902–1974), technischer Zeichner und Grafikdesigner[24]
- Spike Milligan (1918–2002) lebte von 1955 bis 1974 in Woodside Park; in der Zeit war er Präsident der Finchley Society.[25]
- Margaret Thatcher (1925–2013) vertrat Finchley im Parlament, obwohl sie nie dort lebte.[9]
- George Michael (1963–2016), Sänger, Komponist, Musiker und Produzent; geboren in Finchley
- Emma Bunton (* 1976), Sängerin und früheres Mitglied der Girlgroup Spice Girls, geboren und aufgewachsen in Finchley

## Städtepartnerschaften
Finchley Borough hatte vier Partnerstädte, die partnerschaften wurden vom London Borough of Barnet übernommen.
- Jinja, seit 1963[26]
- Le Raincy, seit 1962[27]
- Montclair (New Jersey), seit 1945[28]
- Kreis Siegen-Wittgenstein, seit 1951[29]